# Politie Voetbal Vrienden
El PVV (Politie Voetbal Vrienden, Español: Policía Futbol Amigos) es un equipo de fútbol de Surinam que juega en la Liga Mayor de Surinam, la primera división de fútbol en el país.

## Historia
Fue fundado el 1 de septiembre de 1924 en la capital Paramaribo con el nombre SPSV y es el equipo que representa a la policía de Surinam. El 6 de febrero de 1945 cambiaron su nombre por el que tienen actualmente.
Fue el primer campeón de la Copa de Surinam en 1992 tras vencer 3-2 al SNL en tiempo extra.
El club tiene el récord del marcador más abultado en la SVB Hoofdklasse al vencer 11-2 al DRD el 23 de julio de 1935, partido que también tiene el récord de más goles anotados por un solo jugador, ya que Hans Nahar anotó 7 de esos 11 goles.
En 1993 el club ganó la Copa Presidente de Surinam al vencer al SV Transvaal 2-1 en la final.

## Rivalidades
Su principal rivalidad es con el SNL, equipos que representa al ejército de Surinam en el llamado partido entre Policía contra ejército.

## Palmarés
- Copa de Surinam: 1[4]

1992
- Supercopa de Surinam: 1[4]

1993

## Participación en competiciones de la Concacaf
| Temporada | Torneo                | Ronda      | Club                | Casa | Visita | Global       |
| --------- | --------------------- | ---------- | ------------------- | ---- | ------ | ------------ |
| 1993      | Recopa de la Concacaf | Preliminar | ASJ Mana            | 4-0  | 0-0    | 4-0          |
| 1993      | Recopa de la Concacaf | 2          | Solidarité Scolaire | 1-1  | 2-2    | 3-3 (3-5 p.) |